# Porno for Pyros
Porno For Pyros es una banda de rock alternativo estadounidense formada en Los Ángeles, California en 1992, después de la separación de Jane's Addiction. La banda estaba compuesta por los exmiembros de Jane's Addiction, Perry Farrell (voz) y Stephen Perkins (Batería), junto con Peter DiStefano (guitarra) y Martyn LeNoble (bajo).
La banda lanzó dos álbumes de estudio, Porno for Pyros (1993) y Good God's Urge (1996), antes de separarse en 1998, después de que el guitarrista Peter DiStefano fuese diagnosticado con cáncer.

## Historia
Después del deceso de la exitosa banda Jane's Addiction, su líder Perry Farrell y baterista Stephen Perkins formaron Porno for Pyros tras incorporar al guitarrista Peter DiStefano y el bajista Martyn LeNoble. Farrell dio nombre a la banda luego de ver un anuncio de pirotecnia en una revista pornográfica.
El nombre también ha sido conectado a través de la letra de la canción a los disturbios en la ciudad de Los Ángeles que ocurrieron cuando la banda estaba en sus inicios.  Previo al lanzamiento de su homónimo primer álbum, Porno for Pyros se embarcó en un tour nacional para promocionar la banda. Al tiempo que su álbum debut fue lanzado en 1993, la anticipación que rodeaba al proyecto fue suficiente para llevar rápidamente el álbum al puesto #3 del Billboard top 200. La reacción al álbum fue mixta, con algunos fanes extasiados y otros enojados[cita requerida]. El video del primer simple del álbum, "Pets," recibió fuerte rotación en MTV. Luego del lanzamiento del álbum, Porno for Pyros continuó la gira con una cargada agenda, incluyendo una aparición en Woodstock 94. A diferencia de los shows de puro rock que fuera el sello en vivo de Jane's Addiction, los shows de Porno for Pyros se basaron fuertemente en utilerías, extras y efectos especiales (incluyendo, pero no limitado, a pirotecnia).
Para el siguiente disco de la banda, Good God's Urge, el bajista LeNoble renunció luego de completar la mayoría de las grabaciones de bajo. El exbajista de Minutemen, Mike Watt colaboró para finalizar las grabaciones. y posteriormente se unió a la banda para la gira. El álbum también contó con la reunión de Farrell con el guitarrista Dave Navarro, que fue invitado a tocar en "Freeway," junto con Flea, el bajista de Red Hot Chili Peppers'. La banda continuó con una larga gira. En varios conciertos Porno for Pyros tocó "Mountain Song," la popular canción de Jane's Addiction, y fue un anticipo de los futuros esfuerzos de reunir Jane's Addiction. La gira fue cancelada cuando DiStefano fue diagnosticado con cáncer.
Perkins y Watt luego formaron un grupo de improvisación de jazz-punk Banyan y, también con DiStefano, ocasionalmente tocan versiones cover de Stooges en el área de Los Ángeles bajo el nombre de Hellride.
El libro Jane's Addiction/Porno for Pyros Whores (escrito por Brendan Mullen) declara que un tercer álbum de Porno for Pyros fue escrito pero nunca grabado.
En abril de 2009, la formación original de Farrell, Perkins, DiStefano, y LeNoble tocó en la fiesta de cumpleaños número 50 de Farrell. Dos años después, en abril del 2011, Farrell escribió en su cuenta oficial de Twitter: "Un día, más Porno For Pyros," sugiriendo que la banda se reunirá en el futuro. El 3 de septiembre de 2012 Peter DiStefano declaró que la banda estará activo en 2013, que más tarde fue anunciado también por Farrell en su página de Facebook el 6 de julio de 2013. Esto nunca sucedió; a partir de 2015 no ha habido actividad desde que la banda hizo una breve actuación en la fiesta de cumpleaños de Perry Farrell en 2009.

## Discografía

### Álbumes de estudio
- Porno for Pyros (1993)
- Good God's Urge (1996)

### Sencillos
| Año                                                 | Título          | Posición en lista de éxitos | Posición en lista de éxitos | Posición en lista de éxitos | Posición en lista de éxitos | Álbum           |
| Año                                                 | Título          | U.S.                        | U.S. Airplay                | U.S. Modern                 | U.S. Mainstream             | Álbum           |
| --------------------------------------------------- | --------------- | --------------------------- | --------------------------- | --------------------------- | --------------------------- | --------------- |
| 1993                                                | "Pets"          | 67                          | 67                          | 1                           | 25                          | Porno for Pyros |
| 1993                                                | "Cursed Female" | —                           | —                           | 3                           | —                           | Porno for Pyros |
| 1994                                                | "Sadness"       | —                           | 40                          | 40                          | —                           | Porno for Pyros |
| 1996                                                | "Tahitian Moon" | —                           | 46                          | 8                           | —                           | Good God's Urge |
| 1997                                                | "Hard Charger"  | —                           | —                           | 23                          | —                           | Private Parts   |
| "—" denota simples que no entraron en los rankings. |                 |                             |                             |                             |                             |                 |

## Videos musicales
| Fecha             | Título          | Director/es                                      | Notas |
| ----------------- | --------------- | ------------------------------------------------ | --- |
| Mayo de 1993      | "Cursed Female" | Melodie McDaniel                                 | Prod co: Palomar Pictures; DP: Wyatt Troll (16 mm) |
| Junio de 1993     | "Pets"          | Jonathan Dayton and Valerie Faris                | Producer: Bart Lipton; DP: Christophe Lanzenberg |
| Noviembre de 1993 | "Sadness"       | John Lindauer                                    | Prod co: Chelsea Pictures; Producers: John Oetjen, Chris Wagoner, Keith Milton; DP: Eric Engler; Stylist: Kristine Miller; basada en la obra teatral Four Scenes in a Harsh Life by Ron Athey (concepto, codirector & actor) |
| Mayo de 1996      | "Tahitian Moon" | John Linson & Perry Farrell                      | Filmado in Tahití. |
| Octubre de 1996   | "100 Ways"      | Andrew Dosunmu (as Rusty James)                  | Prod co: Propaganda Films |
| Febrero de 1997   | "Hard Charger"  | Liz Friedlander (as Alan Smithee) & Geoff Nelson | Prod co: DNA; Productor: Pete Chambers; Estilista: Gretchen Patch |